# 富士見市立西中学校
富士見市立西中学校（ふじみしりつ にしちゅうがっこう）は、埼玉県富士見市にある公立中学校である。

## 沿革
- 1979年4月1日 - 埼玉県富士見市立西中学校開校（富士見台中・本郷中より）。 
  - 4月9日 - 第1回入学式挙行。
  - 11月15日 - 開校記念式典（開校記念日と制定）、PTA発足（総会開催）。
- 2008年11月22日 - 開校30周年記念式典。

## 学校教育目標
- 深く考え、学習する生徒（知）
- 正しく行動する生徒（徳）
- 健康で明るい生徒（体）

## 部活動
バレーボール部は強豪校として知られている。バレーボール部は過去に全国大会で優勝にした実績がある。
過去、陸上競技部では後に箱根駅伝を走り総合優勝に貢献した選手もいる。

## 著名な関係者
出身者
- 藤鬥嘩裟（キックボクサー）

教職員
- 浅賀一恵（陸上競技指導者）- 元体育科教員、陸上部顧問。
- 堀川博基（キャリア教育）- 技術家庭科教員、令和5年度～校長として着任。